# Neuberg an der Mürz
Neuberg an der Mürz – gmina targowa w Austrii, w kraju związkowym Styria, w powiecie Bruck-Mürzzuschlag. Liczy 2791 mieszkańców (1 stycznia 2015). Do 31 grudnia 2012 gmina należała do powiatu Mürzzuschlag.